# Christine Bakker-van Bosse

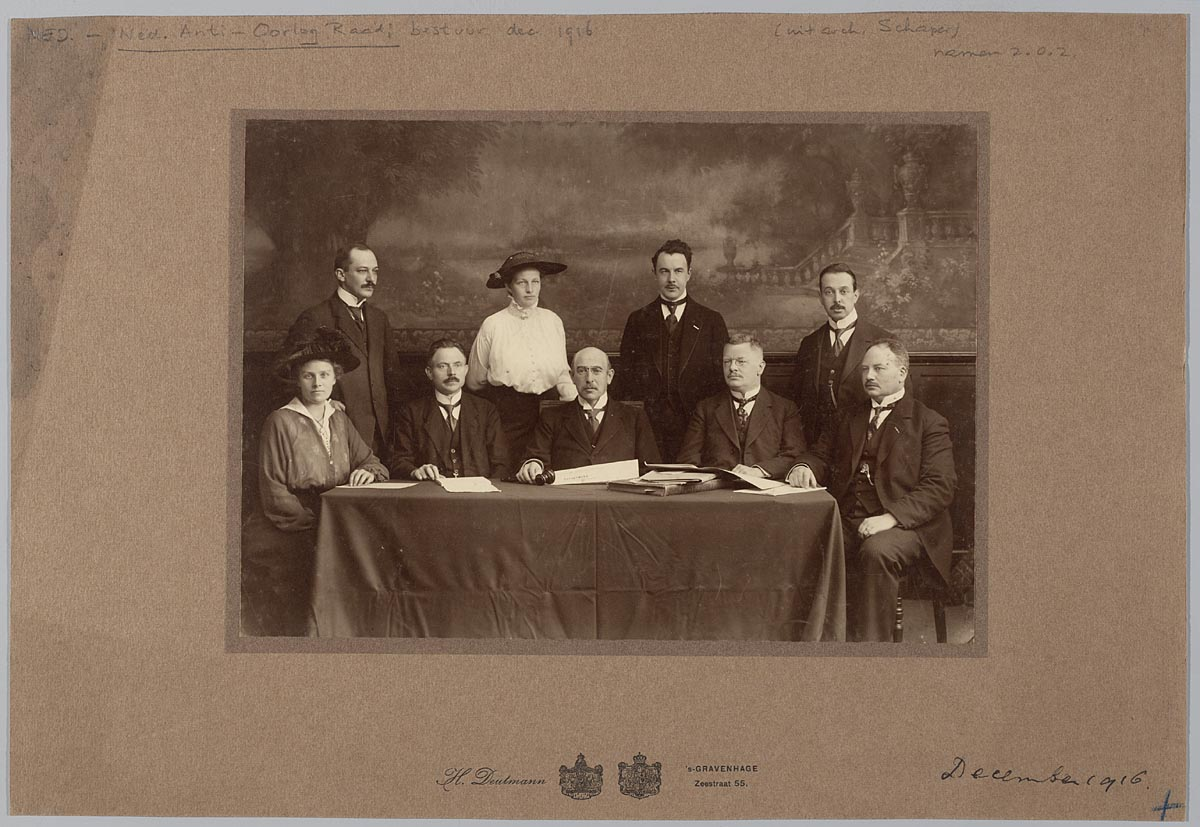
Conseil d'administration du Conseil néerlandais contre la guerre, 1916 : Christine Bakker-van Bosse est assise à gauche à la table.

Christine Clasine Bakker-van Bosse, née à Batavia (aujourd'hui Jakarta en Indonésie) le 17 juin 1884 et morte à Orselina (Suisse) le 8 juin 1973, est une pacifiste et féministe néerlandaise. Elle est une figure éminente du mouvement des femmes et de la paix entre la Première Guerre mondiale et la Seconde Guerre mondiale. Elle est cofondatrice et directrice d'un certain nombre d'organisations néerlandaises et internationales dans le domaine des droits des femmes et des questions de paix et a notamment été active dans l'Alliance internationale des femmes (IAW).

## Biographie
Christine Clasine van Bosse est issue d'une famille éminente d'hommes politiques, de scientifiques et d'artistes libéraux. Ses parents sont Marinus Jacob van Bosse et Hermine Johanna Catherina de Roo. Son grand-père, Pieter Philip van Bosse a été plusieurs fois ministre et elle est la nièce de la peintre Marie Bilders-van Bosse et de la peintre et sculptrice Sara Stracké-van Bosse.
Christine Bakker-van Bosse étudie le droit à Leyde, où elle obtient sa maîtrise en 1905 et devient avocate.
Elle épouse l'avocat Rein Valencijn Bakker (1880-1973) le 21 novembre 1908. Ils ont une fille, Leonora Christina Bakker née en 1910.
Christine Bakker-van Bosse devient rapidement une figure de proue du mouvement des femmes et du mouvement pour la paix. Elle participe à l'organisation de l'exposition De Vrouw (1813-1913) sur la vie des Néerlandaises. C'est probablement à cette occasion qu'elle fait la connaissance de la féministe Rosa Manus (1881-1942) qui en est une des organisatrices, et avec qui elle se lie d'amitié. Elles travailleront ensemble pendant de nombreuses années dans le cadre de différents congrès ou organisations de femmes.
Christine Bakker-van Bosse publie des articles et des brochures et est une des conférencières au Congrès international des femmes qui se tient à La Haye en 1915.
En 1914, elle est cofondatrice du Nederlandsche Anti-Oorlog Raad (Conseil néerlandais contre la guerre, NAOR) qui devient en 1919 le Vereeniging voor Volkenbond en Vrede (Association pour la Société des nations et la paix, VvVeV[Quoi ?] ) dont elle est vice-présidente.
À partir de 1930, elle est présidente de la Nederlandse Vereniging voor Vrouwenbelangen en Gelijk Staatsburgerschap (nl) (Association néerlandaise pour les intérêts des femmes et l'égalité de citoyenneté). Elle représente ces organisations à des réunions internationales, telles que les congrès internationaux pour la paix organisés dans l'entre-deux-guerres.

### Alliance internationale des femmes
Elle a également été impliquée dans l'Alliance internationale des femmes (IAW), en particulier dans les travaux de la commission des Affaires internationales.

#### Voyage au Moyen-Orient
En janvier 1934, Christine Bakker -van Bosse est envoyée au Moyen-Orient par l'Alliance internationale des femmes, avec Rosa Manus, Margery Corbett Ashby d'Allemagne, Germaine Malaterre-Sellier de France et la présidente britannique Margery Corbett Ashby afin d'inciter les femmes locales à participer au congrès de 1936 à Istanbul, le premier congrès international de l'Alliance dans un pays non occidental. Elles visitent l’Égypte, la Syrie et la Palestine. Leur passage est salué avec intérêt un peu partout et les réunions attirent un grand nombre de participant.e.s.
Cependant, la compréhension mutuelle n’est pas toujours simple. Comme de nombreux progressistes européens (et américains) dans les années 1930, Christine Bakker-van Bosse et ses compagnes européennes sont convaincues de la supériorité naturelle de l'Occident, un état d'esprit véhiculé par leurs commentaires désinvoltes et parfois désobligeants sur les lieux qu'elles visitent visités. « En ce qui concerne le féminisme, on ne peut pas dire que l’Égyptien a dépassé le stade émotionnel: nous devons faire appel à ses sentiments, peut-être à sa religion, jamais à son intellect. »  (Christine Bakker-van Bosse dans une lettre à Josephine Schain, cité par Charlotte E. Weber). Alors qu'elle s'adresse à un auditoire de 500 femmes à l'Université syrienne, Christine Bakker-van Bosse félicite Huda Sharawi, une féministe égyptienne, membre du conseil d'administration de l'IWA, d'avoir rejeté le voile, symbole de l'infériorité et de l'asservissement des femmes, ce qui provoque un tollé dans l'auditoire. D'après Charlotte E. Weber, cette prise de position de Christine Bakker-van Bosse n'est pas seulement une erreur d'évaluation des sensibilités locales. De fait, la remise en cause des formes autochtones de patriarcat est vite soupçonné de colonialisme. Le voile est devenu le symbole de la préservation de la culture islamique contre l'empiétement sur l'occidentalisation.
Malgré ces moments de tension, la fracture entre colonisateurs et colonisé, entre impérialisme et nationalisme qui tendent à dominer les discussions et empêcher toute collaboration, une solidarité est possible et l'Alliance atteint son objectif, en assurant la participation de grandes délégations de la région au congrès d'Istanbul. Cependant, cette rencontre entre des féministes européennes et arabes, documentée par leur rapport et quelques articles de presse, a été  oubliée depuis longtemps par l'histoire du mouvement international des femmes. En 1946,  elle est la seule femme parmi les cofondateurs de la fédération mondiale des associations pour les Nations unies (WFUNA),.
Christine Bakker-van Bosse décède en Suisse, à Orselina le 8 juin 1973.
Une rue d'Eindhoven porte son nom.

## Publications
- The Open Wound of Europe 1930
- Schadevergoeding Voor Onrechtmatige Overheidsdaad, 1re éd. 1923, Nabu Press, 2012  (ISBN 978-1276469616)

## Sources externes
- Dossier de la Bibliothèque royale sur le Conseil néerlandais contre la guerre